# Šunka od kosti
Šunka od kosti, je masný výrobek vyráběný z vepřové kýty. Jedná se o modifikovanou podobu tzv. pražské šunky. Někdy se o ní proto hovoří jako o „pražské šunce od kosti“.

## Výroba
Výroba byla zdánlivě jednoduchá, ovšem technologicky poměrně náročná. Vepřové kýty z vybraných prasat byly upraveny tzv. pražským řezem a poté schlazeny. Do úzkých zářezů museli řeznici vpravit přiměřené množství solící směsi s příměsí cukru. Tou pak byla kýta důkladně potřena i na povrchu. Dno nakládací nádoby se muselo posypat solí a kýta do ní byla vložena kůží dolů. Toto se zalilo převařeným a vychlazeným solným lákem, do kterého se mohly přidat i další ingredience, jako koriandr, jalovec, kmín či bobkový list, a kýty byly zatíženy. Asi po dvou týdnech se musely šunky přeložit a obrátit. Za pět až šest týdnů bylo nakládání ukončeno. Poté se šunky namáčely na několik hodin ve vlažné vodě, odstranila se z nich pánevní kost a udily se v udírně na bukových štěpkách ve dvou fázích asi 8 až 12 hodin. Pak se šunka ještě lehce ovařila. Ovařené a osušené šunky byly na povrchu ošetřeny buď slabou vrstvou želatiny nebo olejem. Někdy se šunka nechávala dozrát, byla potřena želatinou a zavěšena v suchém průvanu.

## Současnost
Po sametové revoluci a vzniku soukromých společností došlo k postupnému obnovení výroby této šunky. Její kvalita však zdaleka nedosahovala kvalit původního výrobku. Kvůli požadavku nižší ceny či vyššího zisku se krátí nebo přeskakuje doba zrání, výrobky jsou nastavovány a šizeny nástřiky, které se skládají z vody, konzervantů, stabilizátorů, škrobů, zahušťujících přípravků, látek zvýrazňujících chuť, barviv, rostlinných tuků apod., přičemž jejich obsah činí až 25% výrobku. 
Když český podnikatel v gastronomii Tomáš Karpíšek v roce 2004 zjistil, že na pražskou šunku není registrována žádná ochranná známka, okamžitě si ji zaregistroval. Jeho záměrem bylo obnovit tradici pražské šunky dle původní receptury z 19. století, kterou údajně získal od potomků uzenářských mistrů. Proti tomu však protestoval Svaz zpracovatelů masa a masokombináty, které výrobky pod značkou Pražská šunka produkují. Úřad průmyslového vlastnictví mu proto v roce 2007 tuto ochrannou známku zneplatnil.
I přesto, že kvalita této šunky bývá rozdílná, vyrábí se i dnes originální šunka od kosti dle původní receptury z dob 1. republiky.